# تشارلز براونلي
تشارلز براونلي هو سياسي جنوب أفريقي، ولد في 1821، وتوفي في 1890.